# Lill-Bränntjärnen (Burträsks socken, Västerbotten)
Lill-Bränntjärnen är en sjö i Skellefteå kommun i Västerbotten och ingår i Rickleåns huvudavrinningsområde. Sjön har en area på 0,0893 kvadratkilometer och ligger 246,1 meter över havet.

## Delavrinningsområde
Lill-Bränntjärnen ingår i det delavrinningsområde (716153-170819) som SMHI kallar för Utloppet av Tallträsket. Medelhöjden är 255 meter över havet och ytan är 22,58 kvadratkilometer. Räknas de 22 avrinningsområdena uppströms in blir den ackumulerade arean 144,83 kvadratkilometer. Tallån (Långträskån) som avvattnar avrinningsområdet har biflödesordning 2, vilket innebär att vattnet flödar genom totalt 2 vattendrag innan det når havet efter 73 kilometer. Avrinningsområdet består mestadels av skog (55 procent) och sankmarker (10 procent). Avrinningsområdet har 5,89 kvadratkilometer vattenytor vilket ger det en sjöprocent på 26,1 procent.